# Andy Musayev
Andy Musayev (Oostende, 17 april 2003) is een Belgisch-Russisch voetballer die sinds 2025 uitkomt voor KV Diksmuide Oostende.

## Carrière
Musayev sloot zich in 2009 aan bij de jeugdopleiding van VG Oostende. In 2012 verhuisde hij naar KV Oostende. Daar genoot hij, op drie seizoenen bij Club Brugge na, de rest van zijn jeugdopleiding. In juli 2022 ondertekende hij zijn eerste profcontract bij de kustclub.
Op 24 juli 2022 maakte hij zijn officiële debuut voor het eerste elftal van de club: op de openingsspeeldag van het seizoen 2022/23 kreeg hij van trainer Yves Vanderhaeghe een basisplaats tegen RSC Anderlecht, dit mede door het uitvallen van Nick Bätzner. Op 18 januari 2023 kreeg hij van trainer Dominik Thalhammer tegen Antwerp FC zijn tweede basisplaats in de Jupiler Pro League, na vier eerdere invalbeurten. Musaev klokte in zijn debuutseizoen bij de eerste ploeg van KV Oostende, waarin de kustclub uit de Jupiler Pro League degradeerde, af op zeven competitie- en twee bekerwedstrijden. 
In zijn eerste seizoen in Eerste klasse B kwam Musayev niet verder vijf competitiewedstrijden (opnieuw tweemaal als basisspeler en driemaal als invaller) en twee bekerwedstrijden (ditmaal tweemaal als invaller). Na het faillissement van KV Oostende ondertekende Musayev een driejarig contract bij de Russische derdeklasser FC Veles Moskou, waar hij na drie wedstrijden een meniscusblessure opliep. Na de revalidatie kreeg Musayev te horen dat hij niet meer in het plaatje van de club paste. Musayev speelde daarop oefenwedstrijden mee met KFC Merelbeke en KVV Zelzate, maar uiteindelijk koos hij begin juli voor KV Diksmuide Oostende, de geestelijke opvolger van zijn failliete ex-club.

## Clubstatistieken
| Seizoen         | Club            | Land             | Competitie        | Competitie | Competitie | Beker | Beker | Supercup | Supercup | Europees | Europees | Totaal | Totaal |
| Seizoen         | Club            | Land             | Competitie        | Wed.       | Dlp.       | Wed.  | Dlp.  | Wed.     | Dlp.     | Wed.     | Dlp.     | Wed.   | Dlp.   |
| --------------- | --------------- | ---------------- | ----------------- | ---------- | ---------- | ----- | ----- | -------- | -------- | -------- | -------- | ------ | ------ |
| 2022/23         | KV Oostende     | Vlag van België  | Eerste klasse A   | 5          | 0          | 2     | 0     | —        | —        | —        | —        | 7      | 0      |
| 2023/24         | KV Oostende     | Vlag van België  | Eerste klasse B   | 5          | 0          | 2     | 0     | —        | —        | —        | —        | 7      | 0      |
| 2024/25         | FC Veles Moskou | Vlag van Rusland | Tweede divisie A  | 3          | 0          | 0     | 0     | —        | —        | —        | —        | 3      | 0      |
| 2025/26         | KVDO            | Vlag van België  | Tweede afdeling A | 0          | 0          | 0     | 0     | —        | —        | —        | —        | 0      | 0      |
| Carrière totaal | Carrière totaal | Carrière totaal  | Carrière totaal   | 13         | 0          | 4     | 0     | 0        | 0        | 0        | 0        | 17     | 0      |

Bijgewerkt op 4 juli 2025.

## Privé
- De vader van Musayev heeft eveneens een verleden als profvoetballer.[3][8]